# Pavlizam
Pavlizam ili Pavlovsko kršćanstvo je naziv za pokrete i grupe u kršćanstvu koji su se držali nauka sv. Pavla iz Tarza. Apostol Pavao je bio jedan od najvećih kršćanskih teologa koji je znatno uticao na razvoj ranog kršćanstva. Većina kršćanstva se oslanja na ta učenjima i smatra ih dopunom i objašnjenjima Isusovog učenja. "Pavlizam", kao izraz, prvi je došao u uporabu u 20. stoljeću među znanstvenicima koji su proučavali razna uvjerenja u ranom kršćanstvu, gdje je Pavao imao snažan utjecaj.
I sam Pavao je u Prvoj poslanici Korinćanima govorio o tome kako razni učenici Kristovi prikazuju različita učenja:

## Poveznice
| Portal:Kršćanstvo | Portal: Kršćanstvo |

- Sveti Pavao
- Rano kršćanstvo